# Hermanus van der Meijden
Hermanus Dirk van der Meijden (Utrecht, 30 maart 1915 - Neggio (Zwitserland), 1 november 1990) was een Nederlandse kunstschilder.
Hij volgde een opleiding aan de Rijksnormaalschool voor tekenleraren in Amsterdam van 1938 tot 1940, waar hij les kreeg van docent Jan van Tongeren. In 1938 werd hij lid van het Genootschap Kunstliefde in Utrecht. In 1942 huwde hij Agatha Antonia (Atie) den Hertog. Zij kregen drie kinderen (Marijke, Chris en Frans). In 1953 verliet hij Nederland, samen met zijn tweede echtgenote Ynske Schaap en twee van zijn kinderen. Het Nederlandse klimaat was slecht voor zijn astma. Hij vestigde zich uiteindelijk in het zuiden van Zwitserland (Ticino), eerst in het dorp Vernate, later in Iseo en uiteindelijk in Neggio. In Neggio had hij zijn atelier, waar hij werkte tot zijn dood in november 1990. Met Ynske Schaap kreeg hij in Zwitserland nog twee kinderen.
Aanvankelijk schilderde Hermanus, hij signeerde zijn werk meestal met een "H", in de traditie van de Nederlandse meesters: stillevens met bloemen, vruchten en landschappen. Na zijn vertrek uit Nederland vond er een radicale verandering plaats naar het abstracte. Hierin werd hij in Nederland al gestimuleerd door zijn rondleidingen in het Kröller-Müller museum en het contact met de toenmalige directeur Hammacher. De confrontatie met de Art Concret van Alberto Magnelli was bepalend voor het vertrouwen in de keuze.
De werken van Hermanus kenmerken zich door ogenschijnlijk zeer simpele, uit abstract geometrische vormen opgebouwde composities, egale kleurvlakken zorgvuldig afgepast over het doek verdeeld en vaak begrensd door zware contouren. Inspiratie, bijvoorbeeld voor kleuren, haalde Hermanus uit de stilte van de natuur van de Zwitserse bergen, de natuur op Griekse eilanden zoals Patmos en in Israël, waar hij langere periodes verbleef.
"Al mijn schilderen gaat over hetzelfde zoeken naar harmonisch evenwicht, naar stilte. Een stilleven van de natuur" zei Hermanus bij zijn laatste tentoonstelling in Nederland, in 1989 bij Galerie Jas in Utrecht.
Werken van Hermanus zijn aangekocht door het Centraal Museum te Utrecht.

## Tentoonstellingen in Nederland (selectie)
- 1940, 1941 - Genootschap Kunstliefde (Utrecht)
- 1947 - Centraal Museum (Utrecht)
- 1958 - Galerie van Meurs (Amsterdam)
- 1949 - Pulchri Studio (Den Haag)
- 1996 - Huis Kernhem (Ede)
- 1989 - Galerie Jas (Utrecht)

## Tentoonstellingen buiten Nederland (selectie)
- 1958 - Village Fair Sausolito (San Francisco, Verenigde Staten,)
- 1969 - Gallery Eleven (Brisbane, Australië)

In Zwitserland werd zijn werk vanaf 1959 veelvuldig tentoongesteld, o.a.:
- 2004 - Demosbobilia, Chiasso
- 2004 - Galerie 1 Armin Vogt, Bazel
- 2007 - Studio Lukas Meyer, Lugano
- tot heden - Galerie Kino Moderne, Luzern
- 2009 - Palazzo Comunale di Bioggio (Bioggio/Ticino Zwitserland)
- 2012 - Museo Plebano (Agno/Lugano)